# Przełęcz Kowarska
Przełęcz Kowarska (727 m n.p.m.) – przełęcz w południowo-zachodniej Polsce, w Sudetach Zachodnich, na granicy Karkonoszy i Rudaw Janowickich.
Przełęcz położona jest około 4,3 km na południowy wschód od centrum miejscowości Kowary, na zachodniej granicy Rudawskiego Parku Krajobrazowego.
Stanowi wyraźne, dość szerokie, płytko wcięte obniżenie, o stromych podejściach i łagodniejszych zboczach, oddzielające Karkonosze od Rudaw Janowickich. Jest najdalej na północny wschód wysuniętym punktem polskich Karkonoszy. Na przełęczy krzyżują się drogi: przez Ogorzelec do Kamiennej Góry, do Kowar, na Przełęcz Okraj, oraz lokalne do Ogorzelca i do Czarnowa. Przystanek PKS. Do lat 70. XX wieku na przełęczy było schronisko turystyczne.
Pod Przełęczą Kowarską znajduje się tunel na linii Jelenia Góra – Kamienna Góra, jeden z najdłuższych tuneli w Polsce (1025 m). Z przełęczy do Kowar prowadzi Droga Głodu.
Na przełęczy stoi pamiątkowy kamień z 1861 roku z napisem dotyczącym Drogi Głodu.
Znajduje się tu także monolitowy krzyż kamienny o nieznanym wieku ani pochodzeniu. Pojawiająca się hipoteza, że jest to tzw. krzyż pokutny, nie ma oparcia w bezpośrednich dowodach i oparta jest wyłącznie na nieuprawnionym założeniu, że wszystkie stare kamienne monolitowe krzyże są krzyżami pokutnymi.
Powyżej przełęczy, po południowej stronie dostrzec można pozostałości niemieckiego schroniska.

## Szlaki turystyczne
Przez przełęcz prowadzą dwa szlaki turystyczne:
 niebieski – fragment szlaku granicznego prowadzący z Przełęczy Lubawskiej do Kowar,
 żółty z Przełęczy Okraj do Czarnowa.